# 은행 규제
은행 규제는 은행에 특정 요구 사항, 제한 사항 및 지침을 적용하는 정부 규제의 한 형태로, 무엇보다도 은행 기관과 이들이 거래하는 개인 및 기업 간의 투명성을 만들기 위해 고안되었다.
은행 산업의 상호 연결성과 국가(및 세계) 경제 가 은행에 의존하는 점을 감안할 때 규제 기관이 이러한 기관의 표준화된 관행에 대한 통제를 유지하는 것이 중요하다. 상호 연결성에 대한 또 다른 적절한 예는 금융 산업 또는 금융법의 법률이 금융(은행), 자본 및 보험 시장에 초점을 맞추고 있다는 것이다. 그러한 규정을 지지하는 사람들은 종종 대마불사 개념에 근거를 두고 있다. 이것은 많은 금융 기관(특히 상업 부문을 보유한 투자 은행)이 경제를 너무 많이 통제하여 막대한 결과 없이 실패할 수 있다는 것을 의미한다. 이것은 정부 구제 금융의 전제이다. 정부의 재정 지원은 파산 직전에 있는 은행이나 기타 금융 기관에 제공된다. 이러한 지원 없이는 불구가 된 은행은 파산할 뿐만 아니라 경제 전반에 걸쳐 파급 효과를 일으켜 시스템적 실패를 초래할 것이라고 믿는다. 은행 규정 준수 여부는 은행 심사관이 확인한다.

## 목표
은행 규제의 목적과 강조점은 관할 구역마다 다르다. 가장 일반적인 목표는 다음과 같다.
- 건전성 - 은행 채권자가 노출되는 위험 수준을 줄이기 위해(예: 예금자를 보호하기 위해)[2]
- 시스템적 위험 감소 - 다중 또는 주요 은행 파산을 야기하는 은행의 불리한 거래 조건으로 인한 중단 위험을 줄이기 위해[3]
- 은행 오용 방지 - 범죄 수익금 세탁과 같은 범죄 목적으로 은행이 사용되는 위험을 줄이기 위해
- 은행 기밀 을 보호하기 위해
- 신용 할당 - 우대 부문에 신용을 직접 할당
- 여기에는 고객을 공정하게 대하고 기업의 사회적 책임 을 지는 것에 대한 규칙도 포함될 수 있다.

## 일반 원칙
은행 규제는 복잡한 프로세스이며 일반적으로 두 가지 구성 요소로 구성된다.
- 라이선스
- 감독

첫 번째 구성 요소인 라이선스는 새 은행 을 시작하기 위한 특정 요구 사항을 설정한다. 라이선스는 라이선스 보유자에게 은행을 소유하고 운영할 수 있는 권리를 제공한다. 라이센스 프로세스는 은행이 위치한 국가 및 주의 규제 환경에 따라 다르다. 라이선스에는 기업의 의도와 은행의 운영, 재무 건전성 및 경영 활동을 관장하는 규제 지침을 충족할 수 있는 능력에 대한 평가가 포함된다. 규제 기관은 허가된 은행이 요구 사항을 준수하는지 감독하고 약속을 얻거나 지시를 내리거나 벌금을 부과하거나 (궁극적으로) 은행의 허가를 취소함으로써 요구 사항 위반에 대응한다.
두 번째 구성 요소인 감독은 라이선스 부여 프로세스의 확장이며 정부 규제 기관(일반적으로 중앙 은행 또는 기타 독립 정부 기관 )에 의한 은행 활동의 감독으로 구성된다. 감독은 은행의 기능이 규제 지침을 준수하는지 확인하고 규제 표준에서 발생할 수 있는 편차를 모니터링한다. 감독 활동에는 은행의 기록, 운영 및 프로세스에 대한 현장 검사 또는 은행이 제출한 보고서에 대한 평가가 포함된다. 은행 감독 기관의 예로는 미국의 연방준비제도( Federal Reserve System ) 및 연방예금보험공사( Federal Deposit Insurance Corporation ), 영국의 금융행위감독청( Financial Conduct Authority ) 및 건전성규제청( Prudential Regulation Authority ), 러시아 연방 금융시장청( Federal Financial Markets Service ), Bundesanstalt für Finanzdienstleistungsaufsicht (BaFin) 등이 있다. ) 독일 .
국립 은행 규제 기관은 규제 기관의 목표를 촉진하기 위해 은행에 요구 사항을 부과한다. 종종 이러한 요구 사항은 은행의 특정 부문에 대한 위험 노출 수준과 밀접하게 관련되어 있다. 은행 규제에서 가장 중요한 최소 요건은 최소 자본 비율 을 유지하는 것이다. 어느 정도 미국 은행은 은행을 감독하고 규제할 사람을 결정할 수 있다.
규제 기관은 은행이 재무 및 기타 정보를 공개적으로 공개하도록 요구하며 예금자와 기타 채권자는 이 정보를 사용하여 위험 수준을 평가하고 투자 결정을 내릴 수 있다. 그 결과 은행은 시장 규율의 대상이 되며 규제 기관은 시장 가격 정보를 은행의 재무 건전성 지표로 사용할 수도 있다.

## 요구 사항
자본 요건은 은행이 자산 과 관련하여 자본 을 처리하는 방법에 대한 프레임워크를 설정한다. 국제적으로 국제결제은행( Bank for International Settlements )의 바젤 은행감독위원회( Basel Committee on Banking Supervision )는 각 국가의 자본 요건에 영향을 미친다. 1988년에 위원회는 일반적으로 Basel Capital Accords 라고 하는 자본 측정 시스템을 도입하기로 결정했다. 최신 자본 적정성 프레임워크는 일반적으로 Basel III으로 알려져 있다. 이 업데이트된 프레임워크는 원래 프레임워크보다 위험에 더 민감하지만 훨씬 더 복잡하다.
준비금 요건은 각 은행 이 예금과 지폐를 요구하기 위해 보유해야 하는 최소 준비금 을 설정한다. 이러한 유형의 규제는 자본적정성에 중점을 두고 있고 많은 국가에서 최소 준비금 비율이 없기 때문에 예전의 역할을 잃었다. 최소 준비금 비율의 목적은 안전보다는 유동성이다. 현대의 최소 지급 준비금 비율이 있는 국가의 예로 은행이 부채의 25%를 온디맨드 또는 1개월 이내에 적격 유동 자산으로 유지해야 하는 홍콩이 있다.
기업 지배 구조 요구 사항은 은행이 잘 관리되도록 장려하기 위한 것이며 다른 목표를 달성하기 위한 간접적인 방법이다. 많은 은행이 상대적으로 규모가 크고 부서가 많기 때문에 경영진이 모든 운영을 면밀히 관찰하는 것이 중요하다. 투자자와 고객은 종종 실수에 대해 고위 경영진에게 책임을 물을 것이다. 이러한 개인은 기관의 모든 활동을 알고 있어야 하기 때문이다.
은행 기관에 부과되는 가장 중요한 규정 중 하나는 은행 재정 공개 요구 사항이다. 특히 공개 시장에서 거래하는 은행의 경우, 예를 들어 미국 증권 거래 위원회(SEC)는 경영진이 재무 보고 기준에 따라 연간 재무제표를 작성하고 감사를 받으며 등록 또는 공표하도록 요구한다. 종종 이러한 은행은 분기별 공시 명세서( Quarterly Disclosure Statements )와 같은 더 빈번한 재무 공개를 준비해야 한다. 2002년 Sarbanes-Oxley 법은 SEC가 요구하는 보고서의 정확한 구조를 자세히 설명한다.
은행은 승인된 신용 평가 기관 으로부터 현재 신용 등급을 획득 및 유지하고 이를 투자자 및 예비 투자자에게 공개해야 할 수 있다. 또한 은행은 최소 신용 등급을 유지해야 할 수도 있다. 이 등급은 은행과 거래할 때 예상되는 상대적 위험과 관련하여 잠재 고객 또는 투자자에게 색상을 제공하도록 설계되었다. 등급은 그러한 거래 또는 이니셔티브에서 성공할 가능성 외에도 고위험 노력을 하는 은행의 경향을 반영한다. "빅 3" 라고 하는 은행이 가장 엄격하게 관리하는 신용평가 기관은 Fitch Group, Standard and Poor's, Moody's이다. 이러한 기관은 공개 시장에 참여하는 사람들이 은행(및 모든 공개 회사)을 보는 방식에 가장 큰 영향을 미친다. 최근 몇 년 동안 대공황 이후 많은 경제학자들은 이러한 기관들이 핵심 비즈니스 모델에서 심각한 이해 충돌에 직면해 있다고 주장해 왔다. 고객은 이러한 기관에 비용을 지불하여 시장에서 상대적인 위험도에 따라 회사를 평가한다. 그렇다면 문제는 서비스를 제공하는 기관이 누구에게 기업인가, 아니면 시장인가이다.
은행은 개별 거래상대방 또는 연결된 거래상대방 그룹에 대해 경솔하게 큰 폭으로 노출되는 것이 제한될 수 있다. 이러한 한도는 은행 자산 또는 자본의 비율로 표시될 수 있으며 보유 유가 증권 및 거래 상대방의 신용 등급에 따라 다른 한도가 적용될 수 있다. 고위험 투자에 대한 불균형적인 노출을 제한하면 금융 기관이 주주(및 회사)의 자본을 불필요한 위험에 빠뜨리는 것을 방지할 수 있다.

## 같이 보기
- 신용 창출
- 도덕적 해이
- 대마불사 (경제학)
- ISO 9362